# Raymond Farina
Raymond Farina (Algeri, 11 giugno 1940) è un poeta francese.

## Biografia

### L'infanzia
Raymond Farina trascorse l'infanzia in Algeria e in Marocco. Fu tenuto a balia da Catherine, una donna illetterata maltese con cui rimase fino all'età di 8 anni in una piccola fattoria isolata sulle alture di Algeri. Fino a quella età andò poco a scuola ma passò molto tempo nella natura, con gli animali. Nei primi anni 50, lasciò l'Algeria per andare a vivere in Marocco con sua madre, il marito di sua madre e suo fratello dove crebbe in campagna, fra Casablanca e Bouskoura.
Divide il suo tempo fra studi classici e giochi con giovani pastori con cui impara l'arabo dialettale. Si interessa ai nomi e usi degli uccelli, alle tecniche e pratiche magiche di caccia, alle credenze e favole popolari. È il periodo in cui la poesia entra a fare parte della sua vita, con Verlaine seguito da altri. Comincia a scrivere all'età di 13 anni.
Dal 1958 al 1960, fa altre scoperte: Baudelaire, Shelley, Keats, Shakespeare, Follain, Supervielle, Prévert, Lorca, Whitman, Pasternak, Pouchkine. Deve a Camus, di cui legge l'opera completa all'età di 20 anni, la scoperta di René Char ma anche di Chestov, Kierkegaard, Nietzsche e altri autori che condividono una idea tragica dell'esistenza.
L'infanzia e l'adolescenza in Magreb, in particolare il mare, il mosaico dei pesci pescati nel Mediterraneo, le passeggiate sulle spiagge deserte di Sidi Rahal e le notti nelle cale di Djorf Lasfar sono una fonte viva per la sua scrittura: tempo dei "miti famigliari", "elemento stimolante che ci porta" e anche "luogo da dove si scrive ancora il poema e che illumina il movimento della nostra vita".

### Incontri e spostamenti
Dal 1960 al 1962, il poeta tornò in Algeria con l'idea di compiervi gli studi universitari. Visse in modo doloroso il terrorismo ambiente di quel periodo. Quel periodo cupo lascia però felici ricordi: il suo incontro con Marie-Paule Granès, che diventerà sua moglie; i momenti allegri passati con i bambini della Scuola per giovani sordi di Algeri dove lavorano entrambi come ripetitori; le lezioni di filosofia di maestri che ammira.
In Francia, Raymond Farina ottiene una laurea all'Università di Nancy e diventa professore di filosofia con sua moglie, un lavoro che eserciterà per 35 anni in vari luoghi: nelle Vosges, dove nasce il loro figlio Bruno Farina, in Marocco, dove vede il giorno la loro figlia Annick Farina, poi in Charente, Aveyron, Vaucluse, Gard, Var, Bretagna, Repubblica centrafricana e infine all'isola della Réunion, dove vive dal 1990.

## Opere
- 1979: Mais, AVEC
- 1980: La prison du ciel, Rougerie, Mortemart
- 1981: Le rêve de Gramsci, Jacques-Marie Laffont, Lyon (pubblicato con finanziamento del Centre National des Lettres)
- 1981: Les lettres de l’Origine, Temps Actuels, Paris (pubblicato con finanziamento del Centre National des Lettres)
- 1982: Archives du sable, Rougerie, Mortemart
- 1983: Bref, Les Cahiers du Confluent, Montereau (pubblicato con finanziamento del Centre National des Lettres)
- 1984: Fragments d’Ithaque, Rougerie, Mortemart (pubblicato con finanziamento del Centre National des Lettres)
- 1984: Pays, Folle Avoine, Bédée (pubblicato con finanziamento del Centre National des Lettres)
- 1986: Virgilianes, Rougerie, Mortemart
- 1988: Anecdotes, Rougerie, Mortemart (pubblicato con finanziamento del Centre National des Lettres)
- 1990: Epitola posthumus, Rougerie, Mortemart (pubblicato con finanziamento del Centre National des Lettres. Premio Thyde Monnier della Société des Gens de Lettres)
- 1991: Anachronique, Rougerie, Mortemart (pubblicato con finanziamento del Centre National des Lettres)
- 1993: Sambela, Rougerie, Mortemart
- 1995: Ces liens si fragiles, Rougerie, Mortemart (pubblicato con finanziamento del Centre National des Lettres)
- 2000: Exercices, L’Arbre à Paroles, Amay (pubblicato con finanziamento del Centre National des Lettres)
- 2005: Fantaisies, L’Arbre à Paroles, Amay
- 2006: Une colombe une autre, Editions des Vanneaux, Montreuil-sur-Brèche (pubblicato con finanziamento del Centre National des Lettres, del Ministère de l’Outre Mer e del Conseil Général de l’Oise)
- 2006: Eclats de vivre, Editions Bernard Dumerchez (pubblicato con finanziamento del Centre National des Lettres)
- 2015: La maison sur les nuages, anthologie 1980-2005, Recours au Poème Editeur, http://www.recoursaupoemeediteurs.com/poetes-des-profondeurs/la-maison-sur-les-nuage

Opere di Raymond Farina in italiano (traduzione)
- 2003: Italiques, Antologia bilingue, traduzione in italiano di Emilio Coco, I Quaderni della Valle, edizione in ebook nei Quaderni di Traduzioni, IX, de La dimora del tempo sospeso

### Principali pubblicazioni di poesie inedite o tradotte in riviste
in lingua francese
- Arpa (Clermont, 1986, nº32; 1998, nº65; 1999, nº70; 2002, nº78; 2005, nº87; 2014, nº 110-111; 2016, nº117)
- La Barbacane (Fumel, 1997, nº64-65; 1999, nº69-70; 2003, nº75-77)
- Diérèse (Ozoir-La-Ferrière, 2003, nº22; 2008, nº41; 2016, nº68)
- Les Écrits (Montréal, 2008, nº123)
- Europe (Paris, 1979, nº601; 1980, nº611; 1982, nº637; 1983, nº645-646; 1985, nº679-680; 1997, nº817)
- Le Journal des Poètes (Bruxelles, nº6/1981; nº4-5/1983; nº6-7/1986; nº1-2/1989; nº3/1997; nº5/1998; nº1/2004)
- La NRF (Paris, 1980, nº327)
- Les Cahiers Bleus (Troyes, 1982, nº23; 1983, nº29)
- Lieux d’Etre (Marcq en Baroeul, 2001-2002, nº33; 2005, nº41; 2006-2007, nº43)
- Linea (Paris, 2005, nº4)
- Multiples (Longages, 2001, nº60; 2003, nº63; 2007, nº71)
- Po&sie (Paris, 1997, nº81 et 2002, nº99)
- Poésie 85 (Paris, 1985, nº7)
- Poésie Présente (Mortemart, 1980, nº37; 1982, nº45; nº58; 1990, nº75; 1993, nº86; 1997, nº100)
- La Revue de Belles-Lettres (Ginevra; nº1-2/1997; nº1-4/2000; nº1-2/2003; nº1-2/2005, nº3-4/2008; 2-4/2009)
- Le Spantole (Thuin, Belgio, 1982, nº245; 1982, nº247)

in traduzione italiano
- L’Area di Broca (Firenze 1998-1999, nº 68-69, tradotto in italiano da Annick Farina)
- Caffè Michelangiolo (Firenze, 2000, Anno V, nº 2; 2004, Anno IX, nº 2;2007, Anno XII, nº 2; 2011, Anno XVI, nº 1; 2012, Anno XVII,nº2-3, tradotto in italiano da Annick Farina)
- Fili d'aquilone (nº23, juillet-septembre, 2011, tradotto in italiano da Viviane Ciampi)
- Il Foglio Clandestino (Milano, 1996, nº16; 2001, nº 40, tradotto in italiano da Roberto Marchi)
- Hebenon (Torino, 1999, nº 3, 2ª serie, traduzione Roberto Bertoldo)
- Hyria (Napoli, 1998, nº 81, traduzione di Emilio Coco)
- L’immaginazione (Lecce, 1999, nº156, traduzione Annick Farina)
- Il Majakovskij (Varese, 1997, nº 27, traduzione Gianmarco Pinciroli)
- L’Ortica (Forlì, 1997, nº66; 2000, nº77, tradotto in italiano da Giorgio Casadei Turroni)
- Pagine (Roma, 1997, nº20, tradotto in italiano da Bruno Zambianchi; 2001, nº33 e 2007, nº52, tradotto in italiano da Piera Mattei)
- Quaderni di Traduzioni (Milan, 1997, traduction en italien de Roberto Marchi)
- Sagarana (luglio 2003, nº12)
- Satura (Genova, 2013, nº21, pp. 50–53, traduzione Viviane Ciampi)
- Semicerchio (Firenze, 2003, n°XXVIII, traduzione Michela Landi) & Firenze, 2015, nº51/2)
- Lo Specchio (Turin, 1998, nº105, traduzione Roberto Carifi, presentazione Roberto Mussapi)
- Tratti (Faenza, 2000, nº 53, traduzione Annick e Bruno Farina; 2005, nº 68, traduzione Annick Farina)
- Le Voci della Luna (Bologna, 2000, nº15)

altre lingue (principali)
- Steaua (Cluj, 1997, nº594-595; 1998, nº601; 2000, nº624, tradotto in rumeno da Aurel Rau)
- New Hampden-Sydney review (Virginia, Hiver 2008)
- Chelsea (New York, 1998, nº65 & 2000, nº68, tradotto in inglese da Susanne Dubroff)
- Orbis (Wirral, 2015, nº172)
- The Rialto (Aylsham, tradotto in inglese da Edward Tosques, 2016, nº86)

### Interviste
- Con Régis Louchaert, Lieux d’Etre, 2001-2002, nº33, Marcq en Baroeul et La Dimora del tempo sospeso. https://rebstein.files.wordpress.com/2011/08/rencontre-avec-raymond-farina.pdf

### Traduzioni
Sono state pubblicate numerose traduzioni di poeti di nazionalità diverse tradotti in francese da Raymond Farina fra cui:
Dall'inglese
Poesie di Louis Armand, Peter Boyle, Ciaran Carson, E.E. Cummings, Susanne Dubroff, Emmila Gitana, Richard Foerster Richard Foerster, Louise Elisabeth Glück, Susan Hahn (Susan Hahn), Kevin Hart, Richard Howard, Galway Kinnell, Denise Levertov, Heather Mc Hugh, Derek Mahon, W.S Merwin, Linda Pastan, Ezra Pound, Rati Saxena, Theodor Roethke, Jerome Rothenberg, Wallace Stevens, Joe Wenderoth, '
Dall'italiano
Poesie di Vincenzo Anania, Antonella Anedda, Davide Argnani,  Mariella Bettarini, Roberto Carifi, Viviane Ciampi, Giacomo Cerrai, Annalisa Cima, Emilio Coco, Gianni D’Elia, Flavio Ermini, Vivian Lamarque, Mia Lecomte, Valerio Magrelli, Roberto Marchi, Piera Mattei, Francesco Marotta, Eugenio Montale, Giovanni Nadiani, Giancarlo Pontiggia, Giovanni Raboni, Giovanni Stefano Savino, Bruno Zambianchi, Andrea Zanzotto, 
e, in collaborazione con suo figlio Bruno Farina: Margherita Guidacci e Vittorio Sereni.
Dallo spagnolo
Poesie di Maria Victoria Atencia, Luis Alberto de Cuenca, Juan Gelman, Clara Janes, Ana Maria Navales, Rosa Lentini, Jaime Siles, Osias Stutman,
Dal portoghese
Poesie di Sophia de Mello Breyner Andresen, Fiama Hasse Pais Brandão, Casimiro de Brito, Nuno Júdice, Carlos Nejar, Antonio José Queiros, António Osório e, in collaborazione con la sua cognata, Eliane Farina: Alexandre O’Neill.
Traduzioni pubblicate in antologie
- Vittorio Sereni (Anthologie “Prisma –Quatorze poètes italiens contemporains”, édition de Philippe Renard),
- Jerome Rothenberg (Anthologie Après le jeu du silence, avec Jacques Darras et Jean-Pierre Faye, Centre International de Poésie, Marseille, 1991),
- Linda Pastan, choix de poèmes (Une semaine en avril/One week in April), Recours au Poème Editeurs, 2015.

### Presenza su siti web, blog e riviste online
- The Adirondack Review, Stati Uniti d'America, Primavera 2015[5]
- Il blog Emmila Gitana[6][7]
- les Carnets d'Eucharis, Nathalie Riera[8]
- DOTeCOMe - Poesia[9]
- Fili aquilone, 2011[10]
- Gattivi Ochja- Blog di Stefanu Cesari[11]
- Mediterranean Poetry[12]
- L'Or des livres, Emmanuelle Caminade[13][14][15]
- Poiein, maggio 2014[16]
- Le Printemps des Poètes (Poéthèque)[17]
- Recours au Poème[18]
- Revista La Otra, Messico 2013[19]
- Les Tempes du Temps, 18/2/2016, Claire Massart[20]
- Terre à ciel, poésie d'aujourd'hui[21]
- Prismi[22]
- Grey Sparrow Journal[23]
- Imperfetta Elisse, Giacomo Cerrai[24]